# Тарасовка (Звенигородский район)
Тара́совка (укр. Тарасівка) — село в Звенигородском районе Черкасской области Украины.
Население по переписи 2001 года составляло 1126 человек. Занимает площадь 6,32 км². Почтовый индекс — 20216. Телефонный код — 4740.

## Местный совет
20216, Черкасская обл., Звенигородский р-н, с. Тарасовка